# یوزو (شبیه‌ساز)
یوزو یک شبیه‌ساز کنسول بازی نرم‌افزار آزاد و متن‌باز نینتندو سوئیچ است که در زبان برنامه‌نویسی سطح میانی با کاربرد عمومی یا C++ توسعه یافته است. یوزو در ۱۴ ژانویه ۲۰۱۸، ۱۰ ماه پس از انتشار نینتندو سوییچ در حال توسعه اعلام شد.
این شبیه‌ساز توسط توسعه دهندگان شبیه‌ساز نینتندو ۳دی‌اس سیترا ساخته شده است و کد قابل توجهی بین پروژه‌ها به اشتراک گذاشته شده است. در اصل، یوزو فقط از برنامه‌های آزمایشی و بازی‌های ویدیویی پشتیبانی می‌کرد، اما از جولای ۲۰۱۹، تعداد کمی از بازی‌ها بدون مشکل کار می‌کنند.

## امکانات
یوزو از یک سرویس شبکه به نام باکس کت به عنوان جایگزینی برای شبکه محتوای پویا BCAT نینتندو استفاده کرد. این ویژگی بعداً به دلیل غیر کاربردی بودن حذف شد. این پیاده‌سازی در نهایت با برنامه‌ای جایگزین می‌شود که امکان استفاده از فایل‌های BCAT محلی را که از یک نینتندو سوییچ حذف می‌شوند، می‌دهد.
یوزو همچنین ویژگی تغییر مقیاس رزولوشن را ارائه می‌کند که وضوح‌های docked, undocked و غیر بومی را شبیه‌سازی می‌کند. پس از افزودن پشتیبانی اولیه به وضوح فراتر از بومی، این ویژگی به دلیل مشکلات پایداری و رفتار ناسازگار در تولیدکنندگان مختلف GPU کمی بعد دوباره حذف شد. دو سال پس از حذف، این ویژگی در نهایت با نام رمز "Project ART" دوباره اضافه شد.
در دسامبر ۲۰۱۹، یوزو یک رندر آزمایشی Vulkan را به ساخت دسترسی زودهنگام خود اضافه کرد و آن را به بیلدهای خط اصلی خود آورد. در ۹ می ۲۰۲۰، تیم توسعه یک به‌روزرسانی را اعلام کرد که شامل شبیه‌سازی آزمایشی CPU چند هسته‌ای با اسم رمز Prometheus بود.
در نوامبر ۲۰۲۰، توسعه دهندگان یوزو قابلیت آنلاین را به شبیه‌ساز اضافه کردند اما مدت کوتاهی پس از آن آن را حذف کردند.
در ژوئن ۲۰۲۱، پشتیبانی Fastmem به بیلدهای دسترسی اولیه یوزو اضافه شد.
در جولای ۲۰۲۱، یوزو «پروژه هادس» را به پایان رساند که هدف آن بازنویسی دیکامپایلر Shader بود که باعث بهبود عملکرد کلی شبیه‌ساز شد

## بازتاب‌ها
در اکتبر ۲۰۱۸، Kotaku مقاله ای منتشر کرد و اشاره کرد که Super Mario Odyssey قابل بازی است. نویسنده مقاله از توانایی یوزو برای تقلید از بازی‌هایی که در آن زمان به صورت تجاری در دسترس بودند ابراز نگرانی کرد.
PC Gamer اشاره کرد که شبیه‌ساز قادر به اجرای Pokémon: Let's Go, Pikachu! and Let's Go, Eevee مدت کوتاهی پس از انتشار بازی‌ها، البته با مشکلات صوتی.
در اکتبر ۲۰۱۹، Gizmodo مقاله‌ای منتشر کرد که در آن اشاره کرد که یوزو قادر است برخی از بازی‌ها را با نرخ فریم تقریباً برابر با سخت‌افزار واقعی کنسول تقلید کند.